# Georg Bernhard von Bülow
Georg Bernhard von Bülow (* 11. Februar 1768; † 5. März 1854 in Stettin) war Oberforstmeister, Rittergutsbesitzer und Mitglied des Provinziallandtags der Provinz Pommern.

## Leben
Der 1768 geborene Georg Bernhard von Bülow entstammte dem mecklenburgischen Uradelsgeschlecht der von Bülow. 1787 wurde er vom damaligen preußischen König, Friedrich Wilhelm II. als Jagdjunker mit der Begutachtung der königlichen Forste beauftragt. Es folgten Beförderungen zum Forstmeister (1794) sowie Oberforstmeister von Westphalen (1798). 1803 wurde er auf eigenen Antrag nach Stettin versetzt. Nach 30-jährigem Staatsdienst erfolgte 1817 die selbst angestrebte Entlassung aus diesem.
Anschließend war er Mitglied im Provinziallandtag der Provinz Pommern von 1824 bis 1834 und Direktor der Ritterschaftlichen Privatbank in Pommern.

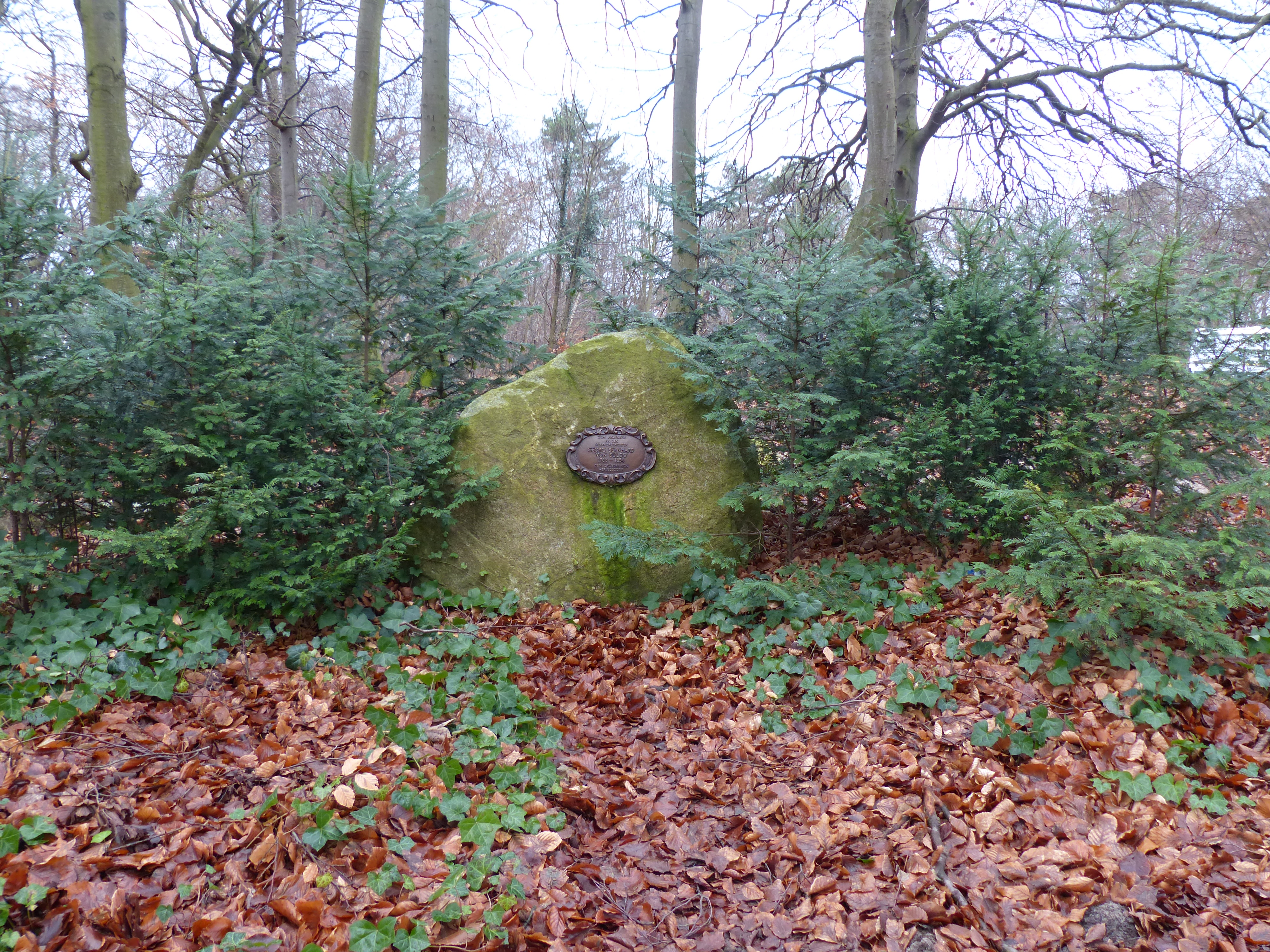
Gedenkstein für Georg Bernhard von Bülow in Heringsdorf

Neben der politischen Tätigkeit hatte Georg Bernhard von Bülow entscheidenden Einfluss auf die touristische Entwicklung der Insel Usedom. Gemeinsam mit seinem Bruder Ernst von Bülow-Cummerow (1775–1851) erwarb er im Jahre 1817 das Rittergut Gothen mit den dazugehörigen Orten Neuhof, Neukrug und Adelig-Ahlbeck für 45.000 Taler. Die wirtschaftliche Nutzung erfolgte zuerst durch Verkauf des auf dem Rittergut vorhandenen Holzbestandes, bevor die Errichtung von Gästequartieren begann.
Georg Bernhard von Bülow ließ auf dem Kulm, einer Erhebung nahe der Küste, mit dem Weißen Schloss das erste Gästequartier des heutigen Ostseebades Heringsdorf errichten. 1825 begann sukzessive der Badebetrieb in Heringsdorf. Ein weiteres von ihm errichtetes Gebäude ist die heutige Villa Achterkerke aus dem Jahre 1845. Er überließ der Kirchengemeinde Heringsdorf ein Grundstück am Kulm, wo die Gemeinde die Kirche im Walde errichtete.
1851 verkaufte von Bülow sein Rittergut Gothen einschließlich der Heringsdorfer Badeanstalten an Louis von Treskow (1799–1865).
Nach seinem Tod wurde für ihn 1855 in der Nähe der Heringsdorfer Kirche ein Gedenkstein errichtet. Dieser wurde 1965 zerstört. 1999 wurde ein neuer Gedenkstein mit Bronzetafel für den „Gründer von Heringsdorf“ eingeweiht.

## Auszeichnungen
- Roter Adlerorden 3. Klasse, verliehen nach Ausscheiden aus dem Staatsdienst
- Roter Adlerorden 2. Klasse mit Eichenlaub